# Silvio González Moreno
Silvio José González Moreno (Madrid, 27 de junio de 1957) es un economista y empresario español de medios de comunicación .

## Biografía
Es licenciado en Ciencias Económicas y en Derecho por la Universidad Autónoma de Madrid. Su experiencia profesional comenzó en 1981 en Sintel, empresa filial de Telefónica. Posteriormente, se incorporó en 1983 a la COPE, donde desempeñó las funciones de director Financiero y Gerente. Tres años más tarde ficha por la Cadena SER para ser su nuevo director Financiero. Entre 1989 y 1990 compatibilizará esta función con la de Gerente. En ese mismo año pasa a ser director Gerente de Canal +.
En 1992 vuelve a la COPE para desempeñar la función de director general, cargo que ocupó durante cinco años. En septiembre de 1997 es nombrado subdirector general de Telemadrid. En abril de 1998, fue designado director general del Ente Público Radio Televisión Madrid, permaneciendo al frente de la empresa hasta febrero de 2001. En 2001 la empresa de telecomunicaciones ONO le ficha para que sea su nuevo director general.
Dos años después, en junio de 2003, se incorporó a Antena 3 y fue nombrado director general de Gestión de Antena 3 por Maurizio Carlotti, por aquel entonces consejero delegado de la cadena. En 2007 fue nombrado miembro del Consejo de Administración de Antena 3.
Posteriormente, en julio de 2008, sustituyó como consejero delegado de Antena 3 a Maurizio Carlotti, que fue nombrado vicepresidente de la cadena.
Tras la fusión del Grupo Antena 3 y la Gestora de Inversiones Audiovisuales La Sexta en 2012, fue confirmado como consejero delegado de Atresmedia. Precisamente, esta operación empresarial le valió para ser nombrado mejor directivo de comunicación en 2011, otorgado por el diario El Economista.
José Manuel Lara Bosch, presidente del Grupo Atresmedia, renovó le 2013 como consejero delegado de la compañía hasta 2019. En la junta de accionistas de Atresmedia de ese año, fue renovado por cuatro años más, hasta 2023. Sin embargo, el 1 de julio de 2022, dejó de ser consejero delegado de Atresmedia, tras 14 años y pasó a ser vicepresidente ejecutivo de Atresmedia.
Bajo su dirección cambio el modelo de television de la cadena y  potenció una televisión constituida de concursos, shows, espacios de humor, series y programas de información.  Consigue hacerse con algunos de los mejores activos de su principal rival Telecinco y Cuatro, En junio de 2010 ficha a  Karlos Arguiñano, un año más tarde cierra el fichaje de Pablo Motos  y su El hormiguero , en el año 2018 le arrebato  La voz y  La voz Kids  y finalmente en el año 2020 recupera  para la cadena los derechos de emisión de   Pasapalabra. Con lo descrito anteriormente a poco a poco consiguió aumentar la audiencia y finalmente consiguió ser por primera vez en la historia del canal y del grupo ser líder de audiencia .
También es Patrono de la Fundación Atresmedia y, en nombre de Atresmedia Radio, de la Fundación de Ayuda contra la Drogadicción.